# Josefin Lillhage
Josefin Lillhage, née le 15 mars 1980 à Göteborg, est une nageuse suédoise. 

## Palmarès

### Jeux olympiques
- Jeux olympiques de 2004 à Athènes (Grèce) :
  - 8e avec sur 200 m nage libre.
  - 8e avec le relais 4 × 200 m nage libre.
  - 7e avec le relais 4 × 100 m nage libre.

### Championnats du monde

#### En grand bassin
- Championnats du monde 2005 à Montréal (Canada) :
  -  Médaille de bronze du 200 m nage libre

#### En petit bassin
- Championnats du monde 1997 à Göteborg
  -  Médaille d'argent du relais 4 × 200 m nage libre
- Championnats du monde 1999 à Hong Kong
  -  Médaille d'or du relais 4 × 200 m nage libre
  -  médaille de bronze du 200 m nage libre
- Championnats du monde 2002 à Moscou
  -  Médaille d'or du relais 4 × 100 m nage libre
- Championnats du monde 2004 à Indianapolis
  -  Médaille d'argent du 100 m nage libre
  -  Médaille d'or du 200 m nage libre
  -  médaille d'argent du relais 4 × 100 m nage libre
  -  Médaille de bronze du relais 4 × 100 m 4 nages
  -  Médaille de bronze du relais 4 × 200 m nage libre

### Championnats d'Europe
- Championnats d'Europe à Berlin (Allemagne) :
  -  Médaille d'argent avec le relais suédois 4 × 100 m nage libre.
  -  Médaille de bronze avec le relais suédois 4 × 200 m nage libre.

- Championnats d'Europe 2004 à Madrid (Espagne) :
  -  Médaille de bronze sur l'épreuve du 200 m nage libre.
  -  Médaille de bronze avec le relais suédois 4 × 100 m nage libre.

- Championnats d'Europe de natation 2007 en petit bassin à Debrecen (Hongrie) :
  -  Médaille de bronze sur l'épreuve du 100 m nage libre.
  -  Médaille d'or sur l'épreuve du 200 m nage libre.

- Championnats d'Europe 2010 à Budapest (Hongrie) :
  -  Médaille d'argent avec le relais suédois 4 × 100 m 4 nages[Note 1].
  -  Médaille de bronze avec le relais suédois 4 × 100 m nage libre.